# カーダール・フローラ
カーダール・フローラ（ハンガリー語: Kádár Flóra、1928年8月4日 ブダペスト - 2003年1月3日 ブダペスト）は、ハンガリー出身の女優。

## 略歴

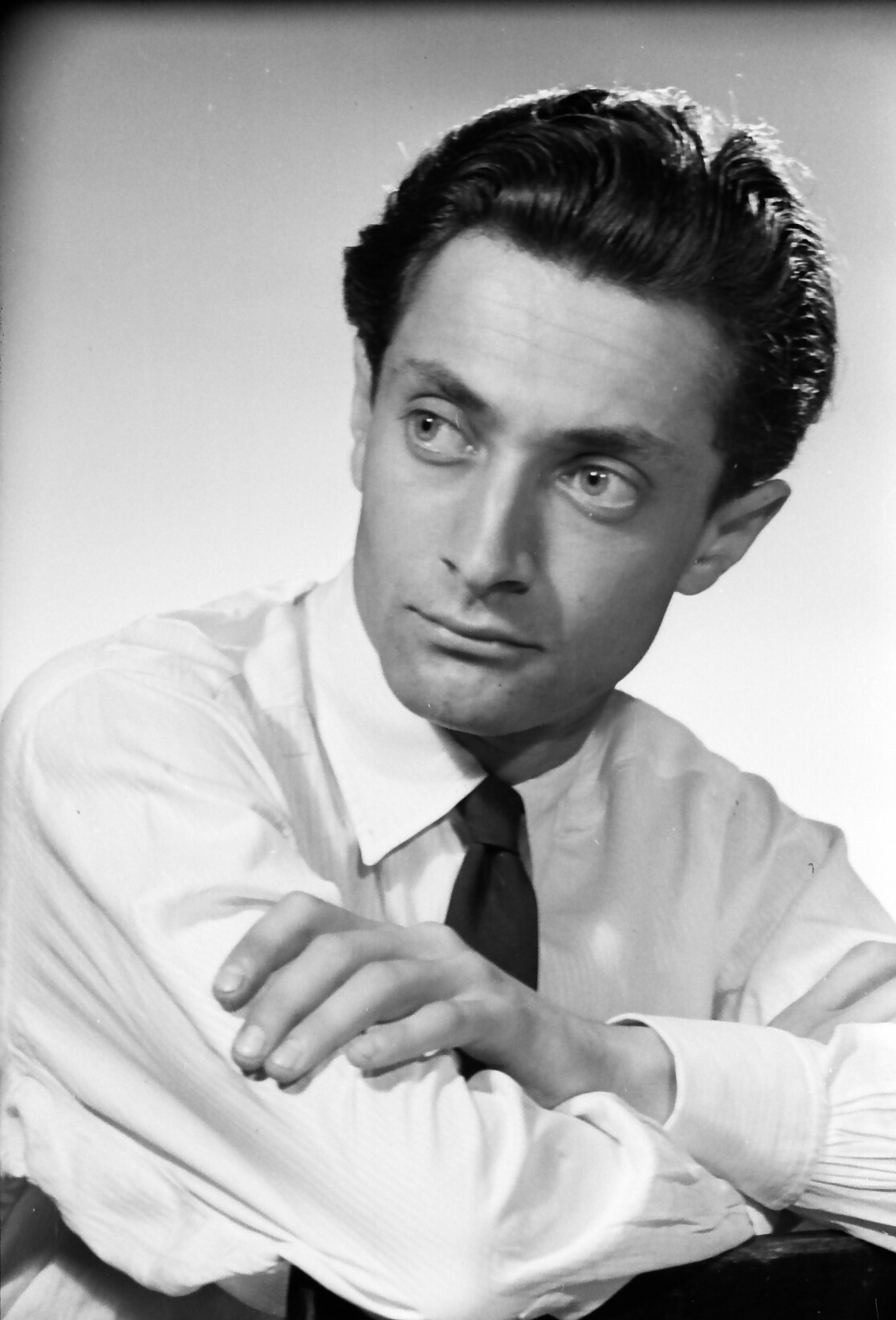
夫フィッシャー・ピーター

1949年にブダペストの演劇映画アカデミーに入学、1953年にアカデミーで学位を取った。ブダペストやセゲドやジェールの劇場で演奏した。

## 主な出演作品
- だれのものでもないチェレ Nobody's Daughter (1976年)
- 連隊長レドル Oberst Redl (1985年)
- 太陽の雫 Sunshine (1999年)

## 私生活
夫：フィッシェル・ペーテル